# Dick Barber
Dick Barber (eigentlich Richard Alvah Barber; * 24. Juli 1910 in Sibley, Iowa; † 22. Mai 1983 in La Jara, Colorado) war ein US-amerikanischer Weitspringer.
Im Olympiajahr 1932 siegte er bei den US-Ausscheidungskämpfen mit seiner persönlichen Bestweite von 7,73 m und qualifizierte sich damit für die Spiele in Los Angeles, bei denen er mit 7,39 m Fünfter wurde.